# Dúrcal
Dúrcal – gmina w Hiszpanii, w prowincji Grenada, o powierzchni 76,63 km². W 2011 roku gmina liczyła 7286 mieszkańców.